# José María Castroviejo
José María Castroviejo Blanco-Cicerón (Santiago de Compostela, 4 de marzo de 1909-Tirán, 24 de marzo de 1983) fue un catedrático, escritor y periodista español. Militante carlista en sus inicios, con posterioridad se pasaría a las filas de Falange. A lo largo de su vida fue autor de numerosas obras que abarcan campos como la prosa o la poesía, llegando a recibir varios premios.

## Biografía
Nacido en Santiago de Compostela en 1909, era hijo del jurista y político Amando Castroviejo, catedrático de la Universidad de Santiago, y nieto del arqueólogo Ricardo Blanco-Cicerón, quien en política fue vicepresidente de la junta regional carlista de Galicia.
Durante su infancia y adolescencia, pasó algunas temporadas en la aldea de Paizás, en el ayuntamiento de Vedra. Realizó estudios en las universidades de Santiago y Lyon.
En su juventud José María Castroviejo fue militante carlista y formó parte del grupo cruzadista. También fue afiliado de la izquierdista Federación Universitaria Española. Posteriormente fue miembro temprano de las Juntas de Ofensiva Nacional-Sindicalista (JONS) y de Falange. Castroviejo ha sido considerado uno de intelectuales que formaron parte del núcleo inicial de Falange.
En 1933, a fin de conocer la vida de los marineros gallegos, embarcó en un buque pesquero rumbo al Gran Sol. De esa experiencia salió su libro Mar del sol. Poemas de un diario a bordo (1940). En 1935, ocupó la cátedra de Economía Política y Hacienda Pública en la Universidad de Santiago de Compostela, pero no tardó en abandonar la docencia para dedicarse profesionalmente al periodismo.
Tras el estallido de la Guerra civil se unió a las fuerzas sublevadas, alcanzando el grado de capitán provisional por méritos de guerra. En 1938 resultó gravemente herido y ese mismo año, en su libro Altura, que tuvo una buena acogida en el momento de su publicación,incluyó una emocionada elegía a Federico García Lorca en recuerdo de su asesinato. Se le suele englobar dentro de la llamada Antología poética del Alzamiento.
Desde 1937 fue director del diario El Pueblo Gallego, perteneciente a la cadena de Prensa del Movimiento, y asesor de la Dirección General de Relaciones Culturales del Ministerio de Asuntos Exteriores. En estos años llegó a colaborar con otras publicaciones falangistas, como Vértice, Amanecer, La Voz de España, la revista Escorial, etc. Sus trabajos periodísticos llegaron a recibir varios premios. Pero esta colaboración con el régimen franquista duró poco tiempo: en 1940, descontento con el duro clima de censura impuesto, abandonó todos esos cargos y también su militancia falangista.
En los años siguientes, trabajó como corresponsal del diario ABC y presidió la Casa de América en Vigo.
Sus principales trabajos se centraron en la poesía, si bien también se dedicó a la prosa, siguiendo el estilo de Álvaro Cunqueiro, su íntimo amigo, con quien escribió en 1958 Teatro venatorio y coquinario gallego, un libro sobre la caza y el arte culinario posteriormente reeditado con algunos cambios con el título de Viaje por los montes y chimeneas de Galicia. Asimismo, tiene en su autoría una obra teatral, Don Quijote.
Falleció en la localidad de Tirán en 1983. Con motivo de su fallecimiento, el comunista Xesús Alonso Montero lo definiría como ≪un hombre noble, incluso en las ocasiones en que ejercer la nobleza era muy difícil≫.
Según el pianista santiagués Moncho Castromil ≪aunque escrita en castellano, toda su obra está dedicada a Galicia ; una Galicia a la que ama profundamente y que recorrió de punta a cabo, escribiendo sobre todas sus comarcas sin excepción; una Galicia, en fin, que él concibe como representante legítima del celtismo junto a otras tierras hermanas dentro del mundo celta, especialmente Armórica e Irlanda≫.
En opinión de su hijo Santiago: ≪Tenía un carácter anarcotradicionalista, con un tremendo amor hacia la naturaleza y la libertad de conducta, rasgos que contiene toda su obra≫.

## Obras
- —— (1939). Altura. Poemas de guerra. Ed. Jerarquía.[a]
- —— (1940). Mar de sol. Patria.[27]
- —— (1945). Los paisajes iluminados. Ediciones Destino.
- —— (1960). El pálido visitante: Ejemplares relatos de avisos y apariciones en el Finisterre. Porto y Cía.
- —— (1960). Galicia. Guía espiritual de una tierra. Espasa-Calpe.
- —— (1963). Los paisajes iluminados. Barcelona: Ediciones Destino.
- —— (1964). Tempo de outono e outros poemas. Vigo: Col. Salnés.[27]
- —— (1970). Las tribulaciones del cura de Noceda. Editorial Taber.
- —— (1973). La Burla negra. Editorial Magisterio Español.
- —— (1973). Memorias dunha terra. Vigo: Editorial Galaxia.
- —— (1981). La montaña herida. Prólogo de Pedro Sainz Rodríguez. Madrid: Espasa-Calpe.